# Geologija
Geologija (od grčkih riječi γη (Gea = Zemlja) i λογος (logos = znanost) (rasprava, diskusija)) je znanost koja se bavi proučavanjem Zemlje. Pokušava objasniti kako je Zemlja oblikovana i kako se mijenja. Znanstvenici koji se time bave zovu se geolozi i proučavaju tlo, stijene, planine, rijeke, oceane i druge dijelove Zemlje. Također, geologija može obuhvatiti izučavanje građe drugih (terestričkih) planeta, pa se naziv može proširiti na pojam planetarne geologije.

## Povijest
Spoznaje o vrlo složenoj problematici postanka i razvitka Zemlje javljale su se postupno, a neke potječu još iz antičkih vremena. No, tek u 15. stoljeću dolazi do pokušaja sistematizacije znanja o Zemlji, a postupno se javljaju i novi pojmovi kao temelj geologije u nastajanju.
U Srednjem vijeku su ostaci izumrlih organizama najčešće smatrani "igrom prirode" ili dokazima "općeg potopa". No, već je Leonardo da Vinci (1452.–1519.) upozorio da se jednim "potopom" ne može objasniti rasprostranjenost fosilnih ostataka morskih organizama na kopnu. Osim toga, on je bio svjestan dugog trajanja geološke prošlosti, a opisao je i prvi geokemijski ciklus (voda ispire sol iz tla i odnosi je u more koje se tako zaslanjuje, a zbog izdizanja morskog dna stvaraju se lagune gdje se voda isparuje i taloži novi sloj, koji opet može biti potopljen, itd.). Leonardo da Vinci je shvatio i odos erozije tla i izdizanja kopna (erozija narušava ravnotežu u litosferi, a ona se ponovno uspostavlja izdizanjem).
Širi interes za geološke probleme izazvale su rasprave između tzv. neptunista i plutonista. Neptunisti, na čelu s A. G. Wernerom su oživili staru ideju Talesa iz Mileta (7/6. st. pr. Kr.), pripisivajući postanak stijena litosfere vodi. Zbog toga su i dobili naziv prema rimskom bogu oceana Neptunu.
Plutonisti, na čelu s Jamesom Huttonom su oživili zapažanje Strabona (1. st. pr. Kr.) držeći da su pojedine stijene nastale u vezi s vulkanskim erupcijama. Nazvani su po bogu podzemlja, Plutonu.
H. B. de Saussure (18. st.) prvi je shvatio da su nagnuti slojevi posljedica kretanja litosfere i prodora starijih stijena kroz mlađe. E. de Beaumont (19. st.) prvi spoznaje ulogu rasjeda u postanku doline Rajne, a tvrdi i da tektonske sile nastaju zbog hlađenja Zemlje i stezanja njezina obujma.
Georges Cuvier (18/19. st.) postavlja temelje znanstvenog proučavanja fosilnih ostataka organizama, a William Smith (1769. – 1839.) ih sustavno primjenjuje za određivanje relativne starosti stijena Zemljine kore te za crtanje prve geološke karte na kojoj je prikazana površina Velike Britanije. Uočava se i lateralna varijabilnost istodobnih stijena, pa tako nastaje pojam facijesa (A. Gressly, 1838.).
Pronalaskom radioaktivnosti geolozi su napokon dobili moćan alat za određivanje starosti stijena. Naime, prije toga geološka vremenska skala nije imala brojke i nije se znalo kada je koje razdoblje Zemljine prošlosti počelo ili završilo, nego su se samo određivali relativni odnosi. Starost Zemlje prvi je odredio američki geokemičar Clair Cameron Patterson, polazeći od pretpostavke da je postanak svih tijela Sunčevog sustava bio istovremen, pa je datirao starost meteorita. Njegova brojka od 4,5 milijarde godina nije se previše mijenjala niti razvojem drugih metoda.
Najpoznatiji i jedini geolog koji je uzorkovao stijene izvan našega matičnog planeta jeste dr. Harrison Schmitt (rođ. 1935.). On je, uz to što je geolog, bio i astronaut, američki senator te do sada zadnja osoba koja je hodala Mjesecom.
Pojam geosinklinale kao labilnog sedimentacijskog prostora nastalog lomljenjem i savijanjem Zemljine kore dobiva na značenju 1900. g. kada ga je istakao Émile Haug pri postanku ulančanih gorskih sustava. Ta je hipoteza, kao previše komplicirana te manjkava dokazima i mogućnostima predviđanja, bila osuđena na propast. Geosinklinala ostaje u središtu interesa geologa sve sredine 1960.-ih, kada se pokazalo da je pogrešna pa je zamijenjena puno elegantnijom teorijom tektonike ploča. Ta smjena geoloških paradigmi i prihvaćanje koncepta tektonike ploča smatra se jednim od najvećih napredaka u povijesti geologije. Napokon su geolozi dobili jednostavnu i sveobuhvatnu teoriju kojom mogu objasniti gotovo sve geološke procese: od rasporeda potresa i vulkana, preko izdizanja planina sve do metamorfnih facijesa i tipova magmatizma. Najzaslužniji za razvoj teorije tektonike ploča bili su Alfred Wegener, njemački geofizičar koji je popularizirao hipotezu o pomicanju kontinenata, te Harry Hess, američki marinski geolog koji je uočio proces tzv. širenja morskog dna. Međutim, ne treba zaboraviti da su razvoju ove teorije doprinijeli mnogi znanstvenici, posebno grupa geofizičara sa sveučilišta Columbia, koja je spojila ova dva koncepta u jedinstvenu teoriju kakvu danas poznajemo.
Od naših istraživača koji su u ranim fazama razvitka znanosti o Zemlji ističu se Ruđer Bošković (1711.–1787.) koji je pisao o kompenzaciji masâ unutar gora i tako postavio temelje kasnijem razvoju teorije izostazije. Regionalne poremećaje sile teže tumačio je različitom gustoćom gornjih i donjih dijelova Zemljine kore. Kasnije je Đuro Pilar (1846.–1893.) raspravlja o uzrocima ledenih doba i povezuje ih s ekscentričnošću Zemljine putanje, a kasnije se bavi uzrocima potresa za koje kaže da su najuže povezni sa stvaranjem pukotina i rasjeda u Zemljinoj kori.
Andrija Mohorovičić (1857.–1936.) na osnovi potresa sa žarištem u Pokuplju (25 km južno od Zagreba) dokazao je 1909. da u dubini od 54 km postoji jak diskontinuitet u širenju potresnih valova, koji je po njemu dobio naziv Mohorovičićev diskontinuitet.
Za razvitak geologije u nacionalnim okvirima zaslužan je Lj. Vukotinović (1813. – 1893.) potičući pisanje znanstvenih djela na narodnom jeziku što je zahtijevalo i stvaraje domaće terminlogije.
Profesionalne temelje nacionalnom geološkom školstvu u Hrvatskoj, ne samo u okviru visokoškolskog obrazovanja, nego i u istraživačkom pogledu, postavljaju Đuro Pilar i Dragutin Gorjanović Kramberger (1856. – 1936.).

## Važniji geološki principi
Nekad općepoznati princip uniformitarianizma je ključ za rješavanje nekih pitanja geološke prošlosti. Glasi: "Sadašnjost je ključ za prošlost" što bi značilo da procesi koji vladaju danas su vladali i u prošlosti te promatranjem današnjih zbivanja možemo zaključivati o geološkoj prošlosti. Međutim, taj princip treba uzeti s krajnjom opreznošću s obzirom na činjinicu da se neki procesi u nekim razdobljima geološke prošlosti nisu zbivali istim intenzitetom kao danas, te da neki procesi koji su djelovali u geološkoj prošlosti ne djeluju danas (npr. diferencijacija Zemlje).
Zbog toga je danas u geološkoj zajednici prihvaćeniji blaži oblik uniformitarianizma - aktualizam, čiji se princip može sažeti u: "Prirodni zakoni koji vladaju danas, vladali su i u geološkoj prošlosti."

## Polja i srodne discipline
- ekonomska geologija
  - rudarska geologija
  - naftna geologija
- geokemija
- geokronologija
- geodezija
- mikrobiologija
- geomorfologija
- geofizika
- geostatistika
- glaciologija
- hidrogeologija
- mehanika tla
- mineralogija
- paleoklimatologija
- paleontologija
  - mikropalentologija
  - palinologija
  - tafonomija
- petrologija
- povijesna geologija
- sedimentologija
- seizmologija
- speleologija
- stratigrafija
  - biostratigrafija
  - kemostratigrafija
  - kronostratigrafija
  - litostratigrafija
- strukturna geologija
- vulkanologija

## Regionalna geologija
Regionalna geologija raščlanjuje Zemlju na pojedine zaokružene regije: kontinente, oceane, gorske sustave, kopnene vodene bazene, rudne pojaseve i druge cjeline, prikazujući njihovu građu, korisne sirovine i druge elemente prirodne životne osnove. Uz elemente stratigrafske i opće geologije, pažnja se posvećuje i problemima usmjerenog interesa (mineralne sirovine, voda, mogućnost geotehničkih zahvata i dr.), pa postoji uska veza s inženjerskom geologijom i hidrogeologijom, rudnom geologijom, seizmologijom, oceanologijom itd.

## Hrvatska geologija i sveučilišna nastava
Hrvatska geologija svoj je znanstveni razvoj započela u 19. stoljeću, iako su već i ranije postojali popularni-stručni geološki zapisi nastali od 16. do 19. stoljeća, s prirodopisnih izvješća iz Dalmacije i Sjeverne Hrvatske.
U 19. i 20. stoljeću djelovali su Ljudevit Vukotinović, Spiridon Brusina, Gjuro Pilar i Dragutin Gorjanović-Kramberger, koji su postavili znanstvene i institucionalne temelje hrvatske geologije. Nadalje Gjuro Pilar (1846.-1893.) bio je prvi redoviti profesor mineralogije i geologije na Mudroslovnom fakultetu, te rektor Sveučilišta u Zagrebu akad. godine 1884./1885.
Danas se sveučilišna nastava geologije održava na dva zagrebačka fakulteta: Rudarsko-geološko-naftnom i Prirodoslovno-matematičkom.
Preteča Rudarsko-geološko-naftnog fakulteta bio je Tehnički fakultet na kojem je osnovan Odjel za rudarstvo i metalurgiju 1939. godine. Taj fakultet djelovao je do 1956. kada je postao dijelom Kemijsko-prehrambeno-rudarskog fakulteta. Godine 1961. i taj fakultet reorganiziran je u Tehnološki fakultet, na kojem je postojao Rudarski odsjek. Godine 1964. iz dijelova Tehnološkog fakulteta osnovan je Rudarsko-geološko-naftni fakultet koji djeluje i danas.
Prirodoslovno matematički fakultet osnovan je 1946. godine, a odmah je, kao njegov sastavni dio, utemeljen Geološki odsjek s Geološko-paleotološkim i Mineraloško-petrografskim zavodima. Isti postoje i danas.

## Vanjske poveznice
Mrežna mjesta
- Geološki odsjek Prirodoslovno-matematičkog fakulteta u Zagrebu
- Hrvatsko geološko društvo  Arhivirana inačica izvorne stranice od 29. siječnja 2019. (Wayback Machine)
- Hrvatski geološki institut  Arhivirana inačica izvorne stranice od 7. svibnja 2017. (Wayback Machine)
- Portal Nebula  Arhivirana inačica izvorne stranice od 24. siječnja 2018. (Wayback Machine), portal studenata geologije